# 小山町
小山町（日语：／ Oyama chō */?）是位於日本靜岡縣駿東郡的町。1912年成立，該地的富士賽車場是一級方程式賽車日本大獎賽舉行地點之一。

## 歷史
- 1889年4月1日，確立町村制，小山村成立。
- 1912年8月1日，與菅沼村合併，成為小山町。
- 1955年4月1日，與足柄村合併。
- 1956年8月1日，與北鄉村合併。
- 1956年9月30日，與須走村合併。
- 1957年9月1日，舊北鄉村離開小山町管轄範圍，併入到御殿場市。

## 名勝
- 富士賽車場

## 戰役
- 箱根竹之下之戰